# Susana Valencia
Susana Valencia (ur. 17 maja 1991) – salwadorska zapaśniczka walcząca w stylu wolnym. Brązowa medalistka mistrzostw panamerykańskich w 2010. Zdobyła złoty medal na igrzyskach Ameryki Środkowej w 2010 roku.